# Haszegava Jui
Haszegava Jui (長谷川 唯; Hepburn: Hasegawa Yui) (Toda, Szaitama, 1997. január 29. –) japán válogatott labdarúgó.

## Klub
A Nippon TV Beleza csapatánál kezdte karrierjét és nyolc esztendőn keresztül szolgálta a fővárosi zöldeket, akikkel 5 bajnoki címet, 5 kupa- és 2 ligakupa-győzelmet szerzett. 114 bajnoki mérkőzésén 11 alkalommal volt eredményes.
2021. január 29-én, huszonnegyedik születésnapján szerződést írt alá az olasz bajnokságban érdekelt Milan együtteséhez.

## Nemzeti válogatott
A japán U17-es válogatott tagjaként részt vett a 2012-es és a 2014-es U17-es világbajnokságon. A Japán U20-as válogatott tagjaként részt vett a 2016-os U20-as világbajnokságon.
2017-ben debütált a japán válogatottban. A japán válogatott tagjaként részt vett a 2018-as Ázsia-kupán, valamint a 2019-es világbajnokságon.

## Statisztika
| Válogatott | Szezon   | Mérk. | Gól |
| ---------- | -------- | ----- | --- |
| Japán      |          |       |     |
| 2017       | 13       | 2     |     |
| 2018       | 17       | 2     |     |
| 2019       | 12       | 4     |     |
| Összesen   | Összesen | 42    | 8   |

| Japán színeiben szerzett góljai | Japán színeiben szerzett góljai | Japán színeiben szerzett góljai          | Japán színeiben szerzett góljai | Japán színeiben szerzett góljai | Japán színeiben szerzett góljai | Japán színeiben szerzett góljai | Japán színeiben szerzett góljai |
| ------------------------------- | ------------------------------- | ---------------------------------------- | ------------------------------- | ------------------------------- | ------------------------------- | ------------------------------- | ------------------------------- |
|                                 |                                 |                                          |                                 |                                 |                                 |                                 |                                 |
| Gól                             | Dátum                           | Helyszín                                 | Ellenfél                        | Találat                         | Eredmény                        | Esemény                         | Forrás                          |
| 1.                              | 2017. március 3.                | Estádio Municipal da Bela Vista, Parchal | Izland                          | 1–0                             | 2–0                             | Algarve-kupa                    | [ 3 ]                           |
| 2.                              | 2017. március 3.                | Estádio Municipal da Bela Vista, Parchal | Izland                          | 2–0                             |                                 | Algarve-kupa                    | [ 3 ]                           |
| 3.                              | 2018. március 5.                | Algarve Stadion, Almancil                | Dánia                           | 1–0                             | 2–0                             | Algarve-kupa                    | [ 4 ]                           |
| 4.                              | 2018. augusztus 25.             | Gelora Sriwijaya Stadion, Palembang      | Észak-Korea                     | 2–0                             | 2–1                             | 2018-as Ázsia-kupa              | [ 5 ]                           |
| 5.                              | 2019. március 3.                | Nissan Stadion, Nashville                | Brazília                        | 3–1                             | 3–1                             | SheBelieves-kupa                | [ 6 ]                           |
| 6.                              | 2019. április 9.                | Benteler-Arena, Paderborn                | Németország                     | 1–0                             | 2–2                             | Barátságos mérkőzés             | [ 7 ]                           |
| 7.                              | 2019. június 25.                | Roazhon Park, Rennes                     | Hollandia                       | 1–1                             | 1–2                             | 2019-es világbajnokság          | [ 8 ]                           |
| 8.                              | 2019. október 6.                | IAI Stadion Nihondaira, Sizuoka          | Kanada                          | 3–0                             | 4–0                             | Barátságos mérkőzés             | [ 9 ]                           |

## Sikerei

### Klubcsapatokban
Japán bajnok (5):
- Nippon TV Beleza (5): 2015, 2016, 2017, 2018, 2019

 Japán kupagyőztes (5):
- Nippon TV Beleza (5): 2014, 2017, 2018, 2019, 2020

 Japán ligakupa-győztes (2):
- Nippon TV Beleza (2): 2016, 2018

AFC Női Klub Bajnokság (1):
- Nippon TV Beleza (1): 2019

### A válogatottban
Japán
- Ázsia-kupa aranyérmes (1): 2018
- U20-as világbajnoki bronzérmes (1): 2016
- U17-es világbajnok (1): 2014

### Egyéni
- Az év Japán csapatában: 2017, 2018